# تيم إروين
تيم إروين هو متسابق يخت كندي، ولد في 19 فبراير 1940.

## وصلات خارجية
- تيم إروين على موقع أوليمبيديا (الإنجليزية)